# Auriolles
Auriolles é uma comuna francesa na região administrativa da Nova Aquitânia, no departamento da Gironda. Estende-se por uma área de 7 km². Em 2010 a comuna tinha 142 habitantes (densidade: 20,3 hab./km²).